# Jagjú Munenori
Jagjú Munenori (Hepburn: Yagyū Munenori, japánul: 柳生 宗矩, 1571 – 1646. március 26.) japán harcművész, az első három Tokugava-sógun vívóoktatója, a jagjú sinkage-rjú kendzsucu iskola nagymestere.

## Élete
1571-ben született, Jagjú Mataemon Munenori néven, apja a Jagjú-rjú nevű kardvívó iskola mestere, és egyben a Jagjú falu földesura, Jagjú Szekisúszai Munejosi ötödik fiaként. Legidősebb bátya, Jagjú Sindzsiró Josikacu még ebben az évben részt vesz egy csatában és lesérül. A két középső, Kjúszai és Tokuszai korábban szerzetesnek álltak, a legfiatalabb bátya, Goroemon pedig Kobajakava Hideaki szolgálatába szegődött. Apja 1559-ben találkozott Kamiizumi Isze no kami Nobucunával, a híres kardforgatóval, aki aztán megtanította neki saját, Sinkage (vagyis Új árnyék) irányzatát. Munejosi életét szívesen ezen iskola és a sajátja tanulmányozásának szentelte volna, de nem tehette, mert 1569-től 1574-ig közvetítőként kellett tevékenykednie a két leghatalmasabb ember, Asikaga Josiaki sógun, és Oda Nobunaga között. Amikor aztán azok végül egymás ellen fordultak, Munejosi csalódottan bezárkózott Jagjúba.
1582-ben egy tábornoka megöli Nobunagát, ám őt megbosszulandó, Tojotomi Hidejosi kerül hatalomra. Hidejosi aztán módszeresen megbüntet mindenkit, aki nem volt ura szövetségese, vagy az övé, így 1585-ben a Jagjú családot is megvádolják, hogy az adózás elől elrejtett földeket tartanak fenn, így szinte mindenüket elveszik. Maga Munenori kénytelen elszegődni a Hoszokava családhoz szolgálatra 1586-ban. 1594-ben engedélyt kér egy hazalátogatásra, amit megkap. Mikor hazaérkezik, egy meghívó érkezik Tokugava Iejaszutól, hogy szívesen látna egy kardvívó-bemutatót Munejositól. Az idős mester magával viszi fiát is. A bemutatón Iejaszut lenyűgözi apa és fia bemutatója a Jagjú Sinkage-rjúról, és a titokzatos „nem-kardról”, ezért felkéri Munejosit, legyen a vívó oktatója, amit az az idős korára való hivatkozással visszautasít, ám maga helyett Munenorit ajánlja, így ő lesz Iejaszu, és a Tokugava család egyik kardvívó oktatója.
1600 októberében, amikor Iejaszu politikai lépései a hatalom megszerzésére, kezdenek háborús helyzetet teremteni, Munenori mint futár fontos üzenetek kézbesítésével foglalkozik ura számára. Amikor kitör a fegyveres összecsapás, melyet szekigaharai csata néven ismerünk, Munenori az Iejaszu vezette főerők kötelékében harcol, és a feljegyzések szerint mintegy nyolc embert vág le. A csata után a Jagjúk 2000 kokus birtokot kapnak jutalmul a Tokugaváktól, majd egy évvel később még egy újabbat, ezer kokuval. Maga Munenori hatamotói rangot kapott és megbízták Iejaszu fiának, Hidetadának a vívóoktatásával.
1606-ban meghal Munejosi, halála előtt a családfői rangot Munenorira hagyományozza, ám a Jagjú Sinkage-rjú vezetőjének nem őt, hanem Jagjú Hjógonoszuke Tosijosit (1577–1650) teszi meg, legidősebb fia, Josikacu fiát. Időközben Munenori egyre inkább már nem csak egy
egyszerű vívóoktató, Hidetada idővel már fontos kérdésekben is hagyatkozik mesterére, ugyanakkor a hadászati vállalkozásokban is nagy szerepe van. 1615-ben, azzal, hogy a fiatal sógun személyes testőrségének tagja volt, kiváló vívótudásával sikeresen megmentette Hidetada és apja, Iejaszu életét egy váratlan támadás során.
1620-ban kerül hatalomra Iemicu, a harmadik Tokugava-sógun. Mint apjának, Hidetadának, neki is Munenori a vívóoktatója, a kor másik nagy mestere, Ono Tadaaki (1588–1628) mellett. Iemicu jobban kedvelte Munenorit, mivel az sokkal jobban igazodott Iemicu szeszélyes és követelődző jelleméhez, míg Tadaaki sokkal keményebben, csak az edzésekre koncentrálva tanította. 1629-ben aztán Iemicu Munenorit az „Alsó ötödik” rangjára emelte, és megkapta a „Tadzsima no kami” címet is. Iemicu hatalmas mértékben támaszkodott mesterére, napi szinten értekezett vele a legapróbb kérdésben is, ám ezt nem felejtette el meghálálni sem. 1632-ben Munenori megkapja a szómecuke tisztségét, melyet mint egy hét évig tölt be, végül 1633-ban eléri egy daimjó rangját, az ahhoz illő 10000 kokus jövedelemmel. Ez aztán a későbbiekben még tovább növekszik tizenkétezer ötszáz kokura is.
Még fiatal korában barátságot kötött Takuan Szóhóval (1573–1645), akit aztán annak rendje és módja szerint be is mutat Iemicunak 1643-ban. A hármójuk késő éjszakákba nyúló beszélgetései nagy hatást gyakorolnak Iemicu uralkodására. 1645-ben, tavasszal Munenori engedélyt kér Iemicutól, hogy rövid időre hazatérjen Jagjúba, amit Iemicu megenged. Ám az idős Munenori csak a tél beállta előtt nem sokkal tér vissza Edóba. Érkezése után nem sokkal megbetegszik, és mikor kiderül, betegsége súlyos, Iemicu személyesen látogatja meg őt, 1646. február 3-án. Február 20-án utoljára jár nála Iemicu, Munenori ekkor már csak segítséggel tud ülni és beszélni a sógunnal, és megkéri, a sógun emeljen emlékművet apjának, Munejosinak, és fogadja el a helyére fiát, Micujosi Dzsubeit. Iemicu elfogadja Munenori kérését, és azonnal hozzáhívatja a kyotói Takeda Dóan orvost, aki azonban csak március 25-ére érkezik meg. Ekkor azonban már semmit nem tehet. Jagjú Mataemon Tadzsima no Kami Munenori 1646. március 26-án halt meg.

## Munkássága
Munenori leghíresebb műve a Heihó Kadensó, melyet 1632-ben írt, s amely egyben az apja által kifejlesztett, majd ő alatta kiteljesedett Jagjú Sinkage-rjú kézikönyvének is tekinthető. A mű egyrészt egy technikai lista, mely tételesen, minimális magyarázattal sorolja fel az iskola technikáit, vélhetőleg azzal a szándékkal, hogy a gyakorló inkább az edzésen tanulja azokat, mintsem könyvből. Így tekinthető a könyv egyfajta emlékeztetőnek is. Ám e mellett tartalmazza Munenori sajátos vívófilozófiáját is, melyet a Takuan Szóhóval való szoros kapcsolata okán erősen áthat a zen buddhizmus is.
Maga a könyv három fejezetből áll. Ezek: A cipőt adó híd, A halált osztó kard, és Az életet adó kard. A cipőt adó híd egy régi kínai történetre utal, s a megtanulandó technikák, mint alapok rendkívüli fontosságát hangsúlyozza, illetve azt, hogy nem szabad könyvből tanulni, csakis gyakorlással, egy mester segítségével lehet előbbre jutni. Fontos motívuma még a fejezetnek a cím abból a szempontból is, hogy nem szabad a technikai tudásra úgy tekinteni, mint a vívás céljára. Munenori szerint a technika csak a kapu, melyen át a gyakorló belép a harcművészetek „házába”. Márpedig a kapu messze nem azonos a házzal.
A következő rész a halált osztó kard. Itt tovább folytatja a technikák felsorolását, és itt már elkezdi azok filozófiai elemzését is, úgy mint a helyes gondolkodás és figyelem, valamint az összpontosítás szükségszerűsége. Az Életet adó kard fejti ki igazán a Munenori-féle zen-vívás filozófiai oldalát, miközben összeköti azt a technikák bemutatásával. Továbbá ebben a részben kerül sor a híres „nem-kard” technika bemutatására is.
A könyvhöz „tartozik” egy tekercs is, melyet még 1601-ben készített Munejosi, és adta barátjának, Konparu Sicsiró Udzsikacunak, a híres nószínésznek. A tekercs a „Jagjú Sinkage-rjú harcművészeti képes katalógusa” nevet viseli, és ecsettel festett képek segítségével mutatja be az iskola technikáit. A tekercsen fellelhető kiegészítő magyarázatokat 1707-ben Macudaira Nobuszada, a Jagjú Sinkage-rjú elismert vívója készítette, Udzsikacu leszármazottainak kérésére.